# Василь Довжик
Васи́ль До́вжик (справжнє ім'я — Должиков Василь Михайлович, 9 червня 1943, Пристайлове — 30 травня 2022) — український поет і прозаїк, перекладач, драматург; актор театру і кіно; ведучий літературних програм Національної радіокомпанії України, член Національної спілки письменників (1980), Національної спілки театральних діячів.

## Біографічні відомості
Василь Михайлович Должиков народився 9 червня 1943 року в с. Пристайлове Лебединського району на Сумщині. Освіту здобув у Лебединському педагогічному училищі (1962) та Київському театральному інституті імені І. Карпенка-Карого (1970).
Служив в армії.
Працював в сільській школі с. Піски на Чернігівщині, в Бюро пропаганди художньої літератури НСПУ, в театрі «Слово». Був заступником директора Будинку літераторів в Києві.
Має сина Ярослава і доньку Софію.
Важко хворів з  2020 року. У березні 2022 року через російське вторгнення до України евакуювався з дружиною і неповнолітньою донькою за кордон в м. Брандис над Лабем (Чехія), де й помер вранці 30 травня.
Похований на колумбарії Байкового кладовища Києва 7 серпня 2024 року.

## Творча діяльність
- Зіграв у понад 30 кіно-телефільмах, грав на сцені театрів.
- Радіокоментатор Українського радіо (передачі «Антологія сатири і гумору», «Веселий всесвіт», «Сторінки української класики»)[6].

### Літературна діяльність
У творчому доробку Василя Довжика:
- збірки акровіршів-загадок «Хто ключик знає, той відгадає», «Мій Всесвіт веселий, мій світ загадковий»;
- збірки віршів «Піду я з татом на завод», «Вчать абетку кошенята»; оповідань «Таємниця Голубої бухти»; повістей «Втеча», «Перерваний урок», «Підкувати блоху»;
- повістей-казок «Чому усміхався трамвай», «Їжачок і квітка», «Уперта хата», «Кам'яна дуга над безоднею», «Літаченя-квітка»; повістей «Втеча», «Перерваний урок».
- п'єси «Літай-зілля», «Кіт-екстрасенс», «Щедрий вечір»;
- книжки-комікси «Як Котик і Цуцик весело спускалися з карпатських верховин»;
- книжки-картинки «Синя мишка»[3]

Василь Довжик — автор лібрето до трьох опер, переклав для театру близько 20 п'єс; написав слова для низки пісень у співробітництві з композиторами: К. Стеценком, В. Зубицьким, О. Ледньовим, О. Марцинківським, В. Степурком, Оленою Лис, Людмилою Матвійчук та іншими[джерело?].

### Робота в кіно та на телебаченні
Знімався в кіно-телефільмах:
- 1970 — Золоті литаври. — Василь
- 1974 — Літо в Журавлиному. — Тракторист
- 1976 — Щедрий вечір. — Усміхнений селянин
- 1983 — Вечори на хуторі біля Диканьки. Епізод
- 1992 — Київські прохачі. — Монах
- 1993 — Злочин з багатьма невідомими. — Ян Луцьо
- 1993 — Сад Гетсиманський.
- 1997 — Пристрасть. — Епізод
- 2008 — Повернення Мухтара (4.80 серія). — Сторож
- 2009 — Повернення Мухтара (5.69 серія). — Сусід
- Телевистава «Жовтий князь» за творами В.Барки. Головна роль — Батько.

## Громадська діяльність
Очолював з 1994 р.літературно-мистецьку студію Міжнародної доброчинної фундації УКРАЇНСЬКА ХАТА.
З 1995 р. був літературним редактором газети «Хата».
Був членом правління та приймальної комісії Національної спілки письменників України.
Співголова журі (2001) Всеукраїнського фестивалю мистецтв «Майбутнє України-діти!» та (2017) Міжнародного фестивалю культури «Гребінчині вечорниці».

## Нагороди та відзнаки
- Лауреат Літературних премій імені: Олександра Копиленка[3], Остапа Вишні (2009)[8], Василя Юхимовича (2008)[9], Лесі Українки (1999)[3], Степана Олійника[3], Михайла Старицького[3].
- 2003 — Почесна грамота Міністерства культури і мистецтв України.
- 2006 — Почесне звання «Заслужений діяч мистецтв України».[10]
- 2013 — Лаурет Міжнародної премії «За доброчинність» Міжнародного доброчинного фонду «Українська хата».
- 2016 — Лауреат премії Фонду Т.Шевченка [11]«В своїй хаті своя й правда, і сила, і воля» у 2016 р.

## Джерело
- Рудаков М. І. Автографи майстрів. — К.: Міжнародний доброчиний фонд «Українська хата», 2005. — 128 с.: фотогр., с.35 — 36. — ISBN 966-7025-05-5
- Рудаков Микола. Василь Довжик: пишу з життя // Хата (газета). — № 2, липень 1995. — С. 8.
- Рудаков Микола. Писати вчить життя // Зоря Полтавщини. — 1996, 12 червня.
- Рудаков Микола. В.Довжик: пишу з життя // Наше життя. — 1995, 9 червня. — С. 3.
- Василь Довжик: пісні та біографія [Архівовано 27 квітня 2014 у Wayback Machine.]
- Сумське земляцтво в м. Києві. Вип. 1 /Упорядк. В. Г. Морданя. — К.: Довіра, 2005. — С. 156. — ISBN 966-507-172-6
- Указ Президента України від 13 жовтня 2006 року,№ 871/2006.
- Наказ Міністерства культури і мистецтв України № 140-к від 07.03.2003 р.
- Шевченківський краєзнавчий альманах 2015—2016. — К.: «Ольвія», 2016. — С.83.